# قارچ پافیلی
قارچ پافیلی (نام علمی: Phellinus linteus) نام یک گونه از تیره زبرپردگان است.